# زکریت (لبنان)
زکریت (به عربی: زکریت) یک منطقهٔ مسکونی در لبنان است که در شهرستان المتن واقع شده‌است. زکریت ۱ کیلومتر مربع مساحت و c٫۴٬۵۰۰ نفر جمعیت دارد و ۳۰۰ متر بالاتر از سطح دریا واقع شده‌است.